# Podlachie
Pour les articles homonymes, voir Podlasie (homonymie).
La Podlachie (prononciation francophone : [pɔdlaʃi]), Podlasie ou Podlaquie (polonais : Podlasie, biélorusse : Падляшша) est une région historique dans la partie orientale de la Pologne et la Biélorussie occidentale. Elle est située entre la rivière Biebrza, dans le nord, et son prolongement naturel vers le sud, la région de Polésie. Vers le nord son prolongement naturel est la Mazurie.
Le nom Podlachie est cependant principalement utilisé pour faire référence à la partie polonaise de la région. La partie nord de la Podlachie est incluse dans la voïvodie de Podlachie moderne.

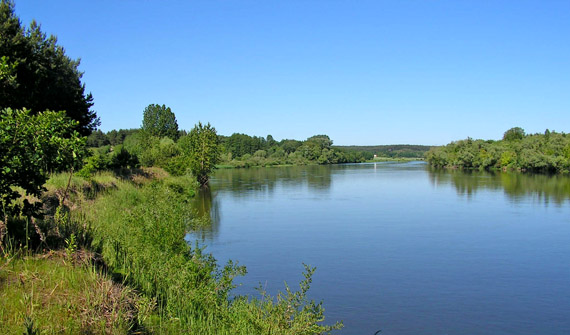
Boug occidental

## Géographie

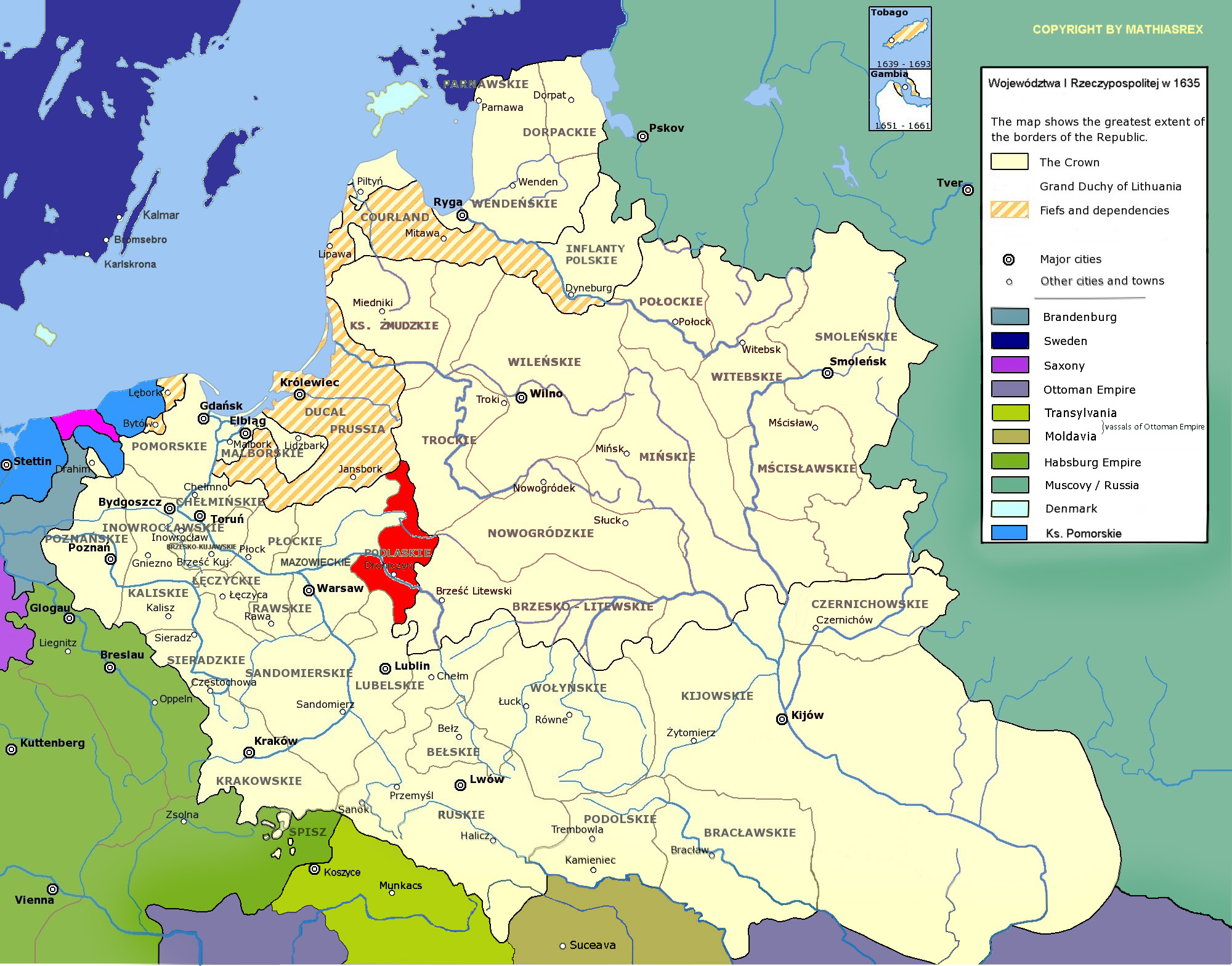
Carte d'Europe orientale : la Podlachie en rouge

La Podlachie historique s'étend au nord jusqu'à l'ancienne frontière avec la Prusse, dans la région du canal d'Augustow et du parc national de la Biebrza, au sud jusqu'à la rivière Włodawka, qui se jette dans le cours occidental du Boug, à la frontière entre la Biélorussie et la Pologne dans la ville de Włodawa. La limite orientale au sud se situe dans la région de la ville de Chełm, et à l'ouest dans la région de Lublin. À l'est, dans l'actuelle Biélorussie la Poldachie s'étend jusqu'aux villes de Vawkavysk, Kamianets et Kobryn toutes situées au nord de la ville de Brest. Le prolongement naturel de la Podlachie au sud-est est la Polésie.
La Podlachie est habituellement divisée en deux parties : la partie nord et la partie sud entre lesquelles se situe le cours la partie orientale de la rivière Boug.
Par rapport aux divisions administratives du territoire : en Pologne, elle se situe dans la partie nord-est de la Voïvodie de Podlachie, au sud-est de la Voïvodie de Mazovie et au nord-est de la Voïvodie de Lublin. En Biélorussie la Podlachie se situe au sud du Voblast de Hrodna (Grodno) et à l'ouest du Voblast de Brest. La Podlachie s'étend ainsi sur toute la région frontalière entre les deux pays Pologne et Biélorussie depuis la Lituanie au nord jusqu'à l'Ukraine au sud. 
Les paysages de la Podalchie sont ceux d'une dépression couverte par endroits de forêts : la forêt de Białowieża, forêt primitive à cheval sur la frontière des deux pays (Pologne et Biélorussie) ainsi que les forêts de Kichina, de Parczew et de Włodawa. Au nord les tourbières et les lacs du parc national de la Biebrza.
Entre la ville d'Augustow en Pologne et Hrodna en Biélorussie le canal d'Augustow réaménagé pour le tourisme permet d'apprécier par son parcours la richesse de la nature dans cette région à faible densité de population.

## Histoire

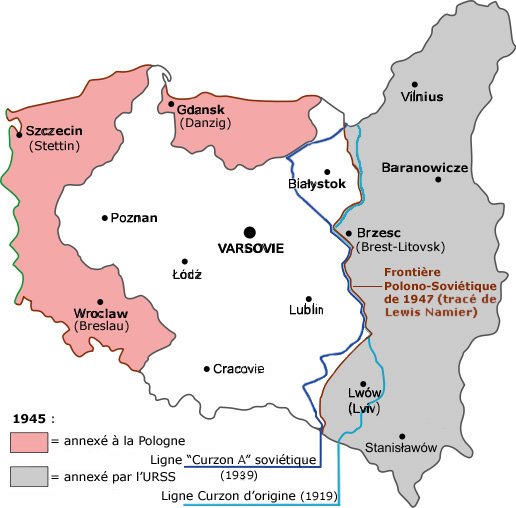
Ligne Curzon

Depuis la fin du Xe siècle jusqu'à la première moitié du XIe siècle la région de Podlachie appartenait à la Rus' de Kiev, ensuite à la principauté de Galicie-Volhynie. À partir du XIVe siècle jusqu'à la première moitié du XVe siècle, elle faisait partie du grand-duché de Lituanie. À la fin du XVe siècle apparaît le nom de «Podlachie», puis au début du XVIe siècle celui de voïvodie de Podlachie.
L'union de Lublin fut signée entre la Pologne et la Lituanie en 1569 pour former la république des Deux Nations. Le nord de la Podlachie passa au royaume de Pologne et le sud, constitué de la voblast de Brest fut intégré dans le grand-duché de Lituanie jusqu'en 1795. Après l'union de Brest (1596) la population orthodoxe de Podlachie s'adapta et se convertit progressivement à la doctrine des Églises catholiques orientales.
Après le troisième partage de la Pologne en 1795, le sud de la Podlachie passa sous souveraineté de l'Autriche, et le nord sous celle de la Prusse. Sous le royaume du Congrès le sud dépendit des gouvernements (de Siedlce, de Chełm, de Lublin) et le nord fut rattaché au gouvernement de Grodno. À partir de 1815 jusqu'à la Première Guerre mondiale, la Podlachie fit partie de l'Empire russe, mais en 1918 elle devint une partie de la Pologne. 
Avant la Seconde Guerre mondiale la plus grande partie de la Podlachie fut rattachée à l'URSS en vertu des clauses de l'accord entre Hitler et Staline pour le cas d'invasion de la Pologne. Ce qui fut fait à partir du premier septembre 1939.
Après la Seconde Guerre mondiale (août 1945), lorsque fut fixée la frontière entre l'URSS et la Pologne, une série de territoires composés de populations d'origine ukrainienne et biélorusse, passa sous souveraineté de la Pologne dont en Podlachie, Chełm, Lemkovchtina et la région de la San.
Seule la région de Białystok fit l'objet de contestations de la part de Staline qui considérait qu'elle était due à l'URSS mais finalement accepta en échange la région de Lviv (Lvov) qui devint ukrainienne au sein de l'URSS suivant le tracé rectifié de la ligne Curzon.

## Peuples de Podlachie

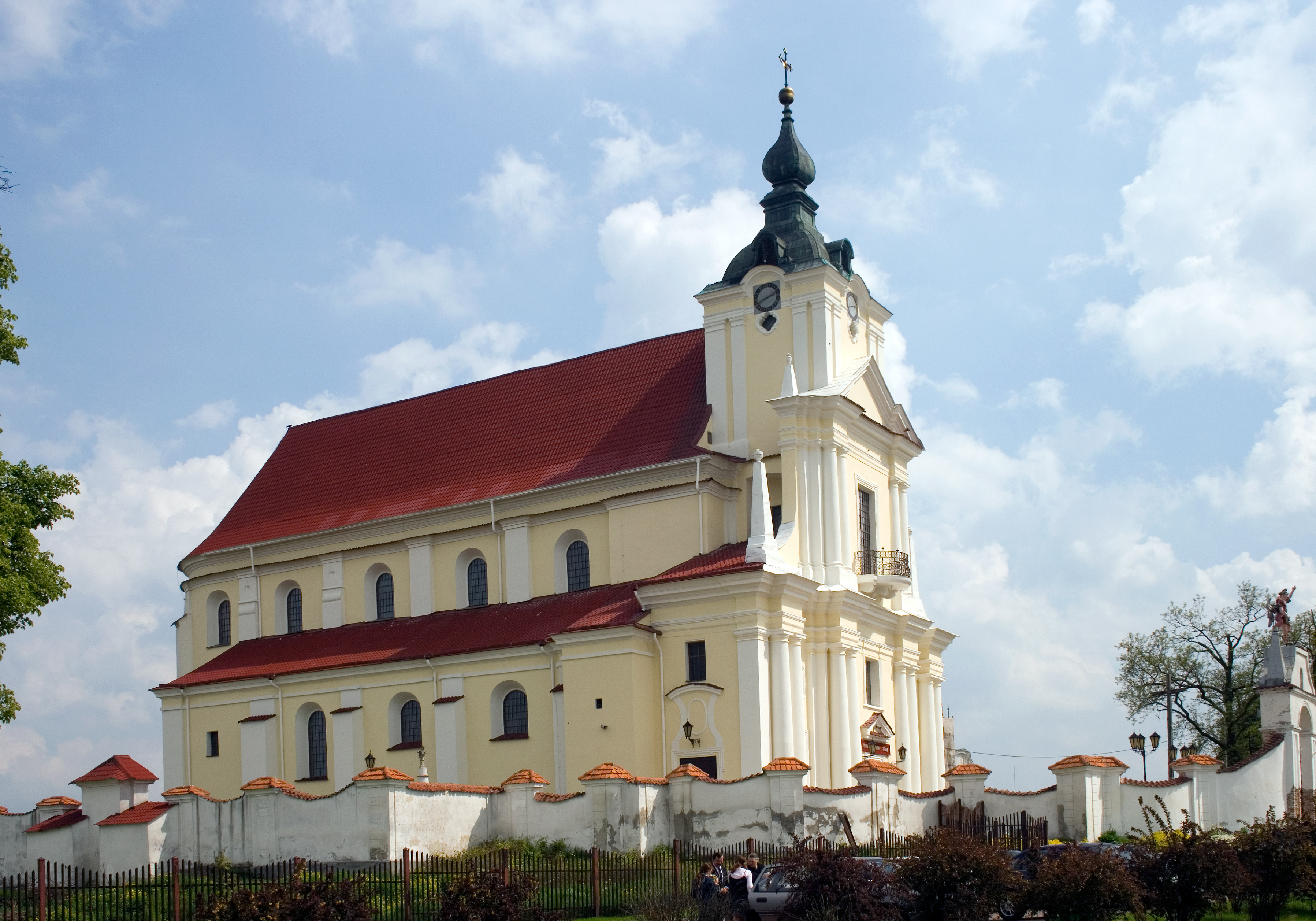
Église catholique de Siemiatycze

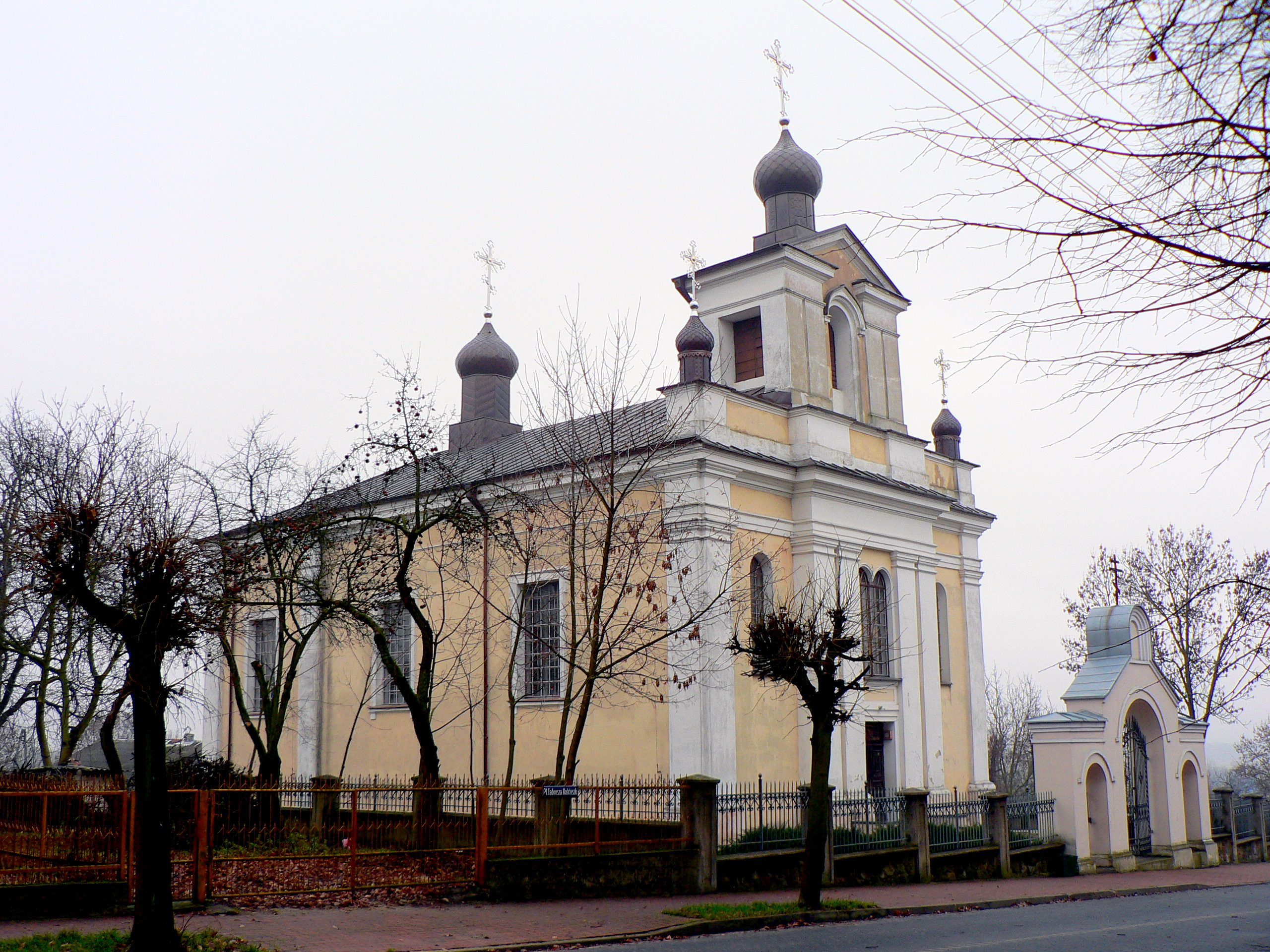
Église orthodoxe de Drohiczyn

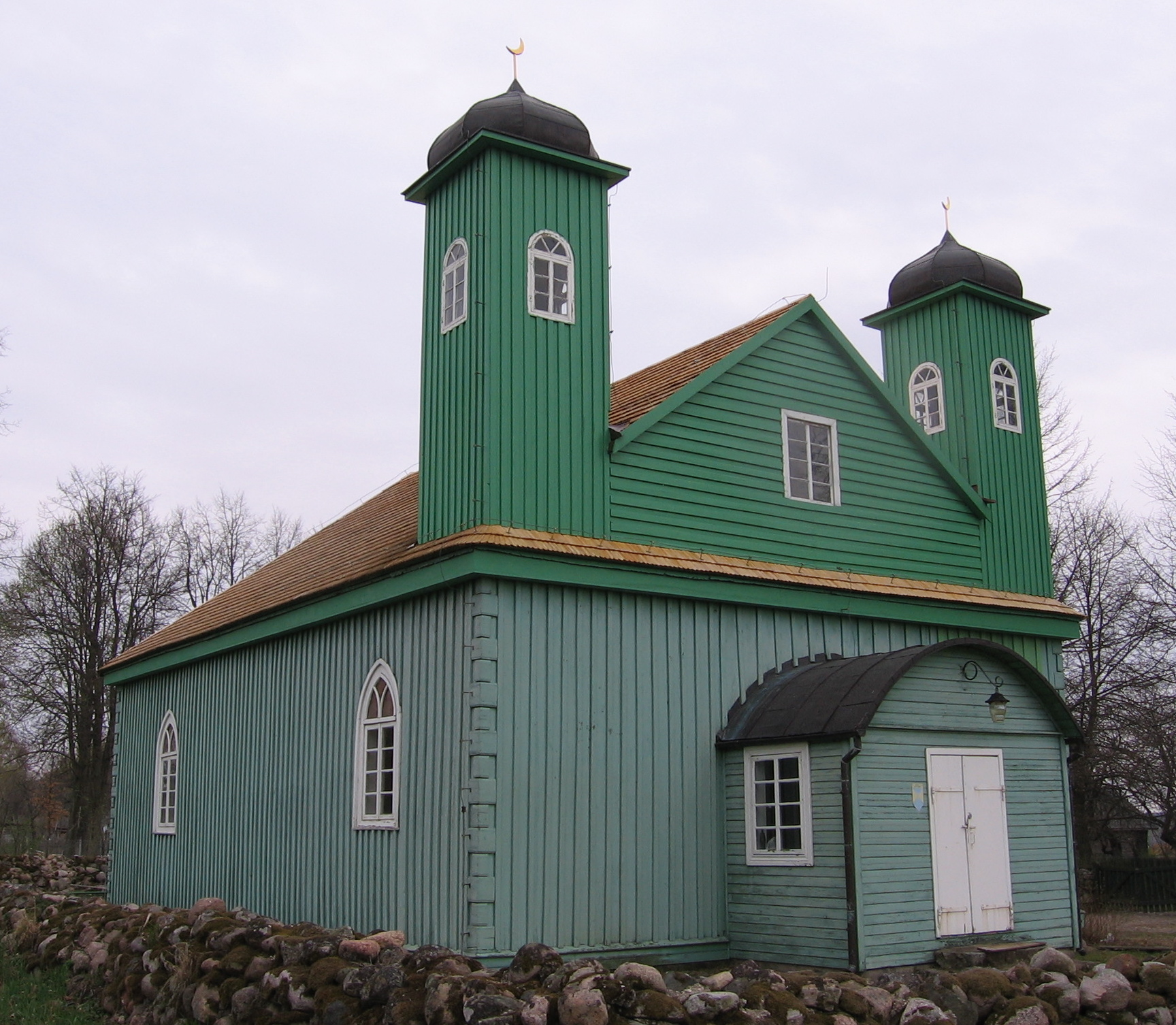
Mosquée tatare à Kruszyniany

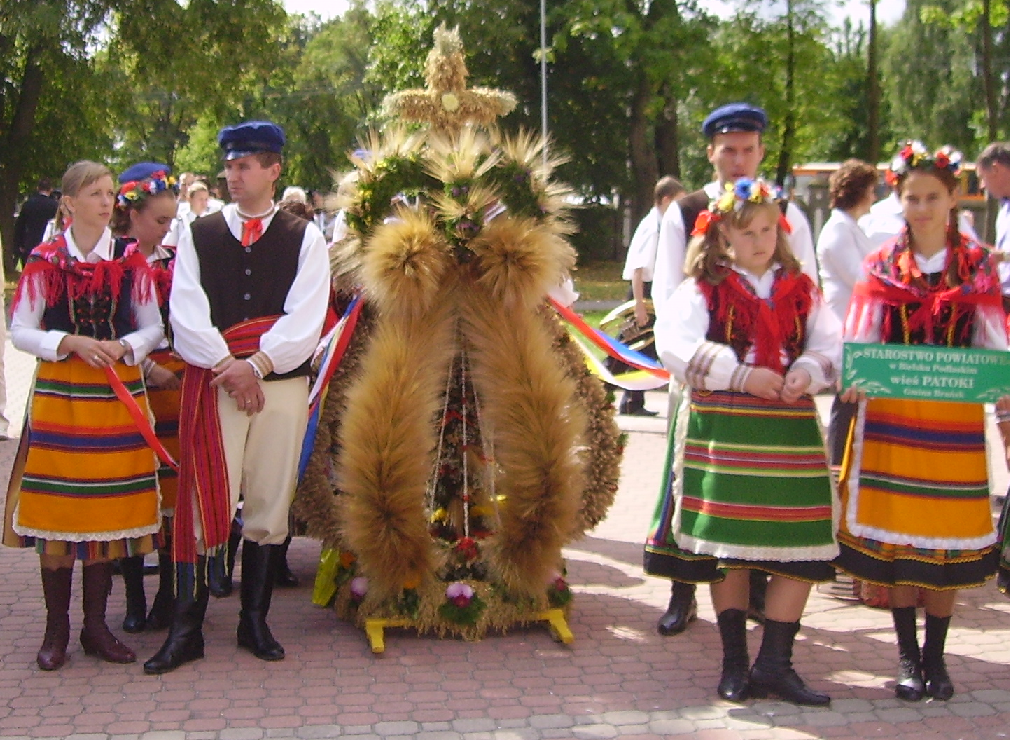
Fête de la moisson à Mońki

La région sud de la Podlachie se situe actuellement à la frontière entre trois États : la Pologne, la Biélorussie et l'Ukraine. L'histoire de la région est définie durant les derniers siècles par les rapports entre les trois peuples qui se partageaient ces territoires et les puissances dont ils dépendaient.
Au XIVe siècle, quelques tatars enrégimentés ont été fixés en Podlachie, où ils ont conservé leur religion.
Durant la Première et la Seconde Guerre mondiale, et après celles-ci, des déportations de populations importantes furent opérées notamment dans la région de la ville de Chełm et dans le cadre de l'opération Vistule en 1947. Parfois elles furent suivies de retour quelques années plus tard.
La majorité des citoyens ukrainiens de Podlachie ne s'identifient pas à la nation ukrainienne, mais donnent comme nationalité les adjectifs : « orthodoxe », « local », « russe », et dans les documents officiels indiquant la nationalité polonaise ou biélorusse. Ceci s'explique du fait de la politique adoptée dans le passé par la Pologne .

## Langues
Les frontières entre les aires de diffusion des différents dialectes de Podlachie n'ont pas pu être déterminées par les linguistes ukrainiens, biélorusses et polonais qui ne s'accordent pas entre eux. La langue russe a été largement diffusée et utilisée durant la période soviétique comme lingua franca vu l'occupation de la Pologne par l'URSS et la participation de la Biélorussie et de l'Ukraine à l'URSS.
Le long de la frontière entre la Pologne et la Biélorussie il existe une diffusion dans les deux sens : le polonais est répandu dans les villages de Biélorussie et inversement le biélorusse dans les villages qui jouxtent la frontière.
Dans les sphères culturelles orthodoxes, la langue religieuse slave (slavon d'église) est conservée, parce qu'elle représente une richesse culturelle qui aide à conserver une identité nationale.
Il faut faire  remarquer la présence de trois religions chrétiennes : catholique, orthodoxe et gréco-catholique. Il existe aussi une très petite minorité musulmane à Kruszyniany et à Bohoniki.
En matière de langue, le créateur de l'espéranto, Louis-Lazare Zamenhof, est originaire de la ville de Białystok située au centre de la Podlachie.